# 裁剪平均值
{Expand English|time=2018-05-01T12:02:37+00:00}}
裁剪平均值、修剪平均值或截斷平均值是統計學上用來衡量集中趋势的一種方法，類似於平均数和中位數。它是捨棄掉概率分布或样本中最高及最低的一些資料後再計算出的平均值，並且最高和最低兩端通常會捨棄掉一樣多的資料。捨棄的資料數量通常表示成占整體資料數量的百分比，但也可以表示成捨棄掉一個固定的數量。
对于多数的统计應用程式，會捨棄掉5%到25%的資料；裁剪25%資料的平均值（捨棄最低25％和最高25%的資料）通常称为四分平均數。例如，一個資料集中有8筆資料，12.5％的裁剪平均值是捨棄掉最小和最大的樣本，计算剩下6個樣本的平均值。

## 範例
许多体育运动的評分方法都會使用裁剪平均值，一組裁判分別給出分數，然後去除掉最高和最低的評分後，計算剩餘評分的平均值作為實際得分。